# Francisco García Sánchez
Francisco García Sánchez (Salamanca, 20 de julio de 1942) es un ingeniero y empresario español, gerente general de la Empresa Nacional de Electricidad de Chile (Endesa) entre 1999 y 2000.

## Biografía
Se graduó como ingeniero industrial en la Escuela Técnica Superior de Ingenieros Industriales de Madrid. En 1973 ingresó al grupo Endesa España.
Desde 1986 fue consejero director general de la distribuidora Eléctricas Reunidas de Zaragoza, cargo que asumió cuando Endesa España pasó a controlar esa compañía y que abandonó a fines de los años '90 cuando se le encargó la gerencia general de Endesa Chile. Hasta ese momento su experiencia en generación se circunscribía básicamente al área térmica.
En la chilena se concentró en reducir los costos y racionalizar el personal. Durante su gestión fueron despedidas 550 personas y los costos cayeron cerca de 25%, considerando los doce meses que trasncurrieron entre junio de 1999 y junio de 2000.